# Gazownia (jaskinia)
Gazownia – jaskinia w Górach Świętokrzyskich. Wejście do niej znajduje się na Górze Kopaczowej, na terenie nieczynnych kamieniołomów w Jaworznie, w ścianie zachodniego kamieniołomu, w pobliżu Chelosiowej Jamy – Jaskini Jaworznickiej, na wysokości 261 m n.p.m.  Jaskinia jest pozioma, a jej długość wynosi 30 metrów. W przeszłości była częścią jaskini Chelosiowa Jama – Jaskinia Jaworznicka.

Jaskinia znajduje się na terenie rezerwatu przyrody Chelosiowa Jama i jest niedostępna turystycznie.

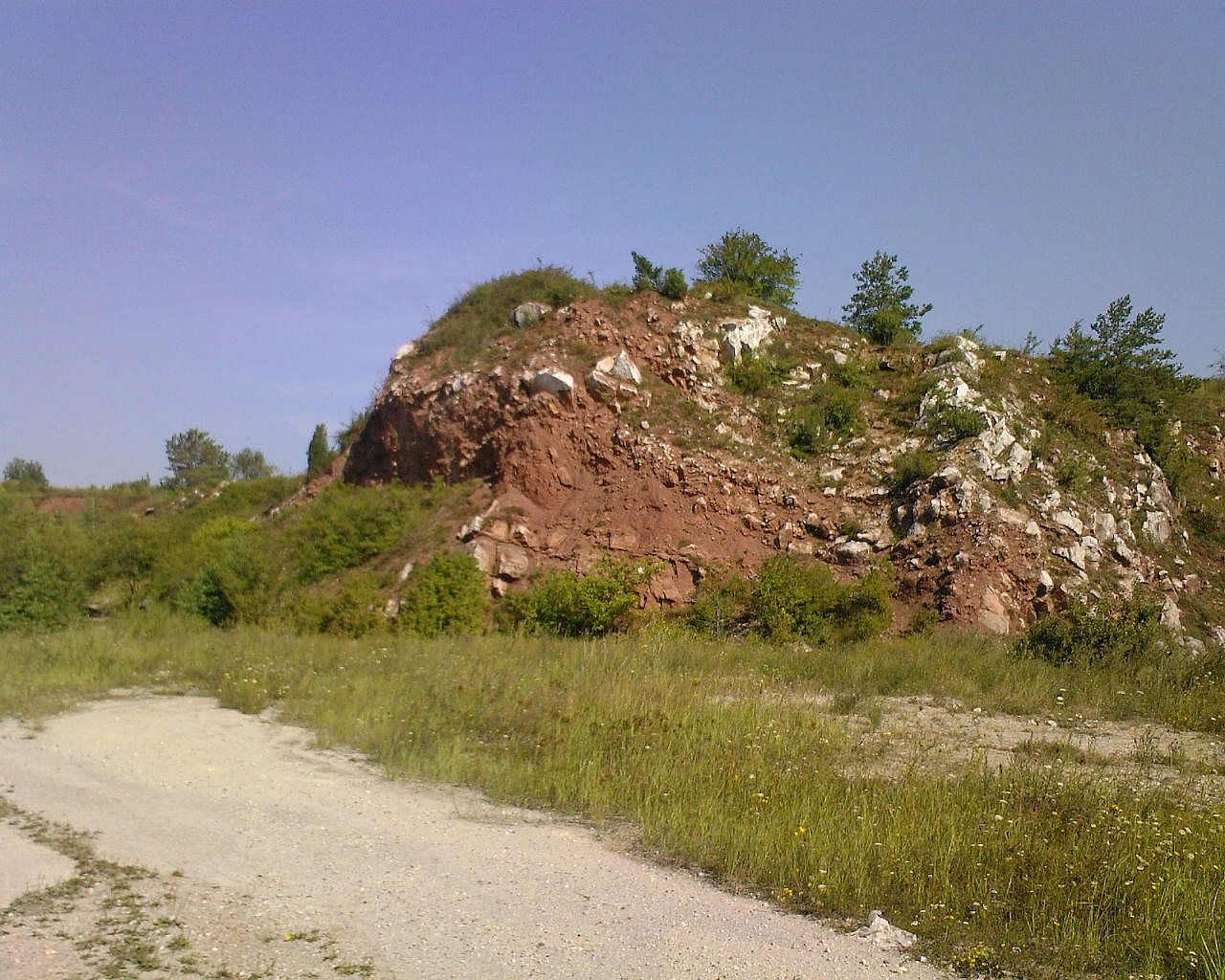
Fragment dawnego kamieniołomu

## Opis jaskini
Jaskinię stanowi poziomy korytarz zaczynający się w niedużym i sztucznym otworze wejściowym, który po 7 metrach gwałtownie skręca w miejscu nazwanym Zetka, a następnie idzie prosto jako Korytarz Czyhających  Mikrobów do namuliska, gdzie się kończy.

## Przyroda
W jaskini brak jest nacieków. Zamieszkują ją m.in. gacki szare, a także motyle: rusałka pawik i szczerbówka ksieni. Ściany są wilgotne, nie ma na nich roślinności.

## Historia odkryć
Jaskinia została odkryta podczas prac w kamieniołomie, które były prowadzone do 1972 roku. Jej opis i plan sporządzili J. Gubała i A. Kasza w 1996 roku.